# Karl Friedrich von Gärtner
Karl Friedrich von Gärtner, ortografiat și Carl Friedrich von Gaertner, (n. 1 mai 1772, Göppingen, Baden-Württemberg, Germania – d. 1 septembrie 1850, Calw, Baden-Württemberg, Germania) a fost un bine-cunoscut botanist german, fiul lui Joseph Gärtner. A fost un pionier în studiul hibrizilor și este considerat o influență importantă asupra lui Gregor Mendel.
Gärtner, care a fost protestant, a contestat doctrina lui Carl Linnaeus referitoare la „noua creație specială”, care postula că noi specii de vegetație ar putea apărea prin hibridizare. El a apărat stabilitatea speciilor și a susținut că, deși transmutarea speciilor era evident posibilă, noile specii nu ar rezista din cauza unui drept de reversiune care le împiedică de la a se răspândi în mod liber. 
Gärtner este menționat de 17 ori în articolul scurt celebru al lui Gregor Mendel „Experiențe asupra hibridizării plantelor” și 32 de ori în prima ediție a „Originea Speciilor” a lui Charles Darwin.